# Dřemčice
Dřemčice jsou vesnice, část obce Třebívlice v okrese Litoměřice v Ústeckém kraji. Nachází se asi dva kilometry severovýchodně od Třebívlic. V roce 2009 zde bylo evidováno 75 adres. V roce 2011 zde trvale žilo 120 obyvatel.
Dřemčice jsou také název katastrálního území o rozloze 3,32 km². V katastrálním území Dřemčice leží i Blešno.

## Historie
Nejstarší písemná zmínka pochází z roku 1420.

## Přírodní poměry
Ve vesnici se u domů čp. 56 a 81 nachází studny, které jsou zdrojem hydrokarbonáto-síranové, vápenato-hořečnaté vody s celkovou mineralizací kolem 1 g·l−1. Majitel usedlosti čp. 56 ji chtěl roku 1918 stáčet do lahví, ale nedošlo k tomu, a voda se místo toho používala při rýžování granátů. Kvalitnější voda ze studny u domu čp. 81 podle rozboru z rou 1967 obsahovala 3,32 g·l−1 rozpuštěných látek a z toho 1740 mg·l−1 síranových iontů, 567,7 mg·l−1 vápníku, 181,3 mg·l−1 horčíku a 150,7 mg·l−1 chloru.

## Obyvatelstvo
|                                                           | 1869 | 1880 | 1890 | 1900 | 1910 | 1921 | 1930 | 1950 | 1961 | 1970 | 1980 | 1991 | 2001 | 2011 | 2021 |
| --------------------------------------------------------- | ---- | ---- | ---- | ---- | ---- | ---- | ---- | ---- | ---- | ---- | ---- | ---- | ---- | ---- | ---- |
| Obyvatelé                                                 | 317  | 274  | 296  | 296  | 300  | 266  | 319  | 223  | 196  | 160  | 137  | 106  | 126  | 120  | 106  |
| Domy                                                      | 51   | 51   | 56   | 65   | 66   | 68   | 80   | 80   | 70   | 58   | 51   | 52   | 70   | 63   | 63   |
| Počet domů z roku 1961 zahrnuje domy místní části Blešno. |      |      |      |      |      |      |      |      |      |      |      |      |      |      |      |

## Obecní správa
Při sčítání lidu v letech 1850–1985 Dřemčice byly samostatnou obcí, se kterým patřily nejprve do okresu Litoměřice, ale v roce 1950 v okrese Lovosice a od roku 1960 opět v okrese Litoměřice. Od 1. července 1985 jsou částí obce Třebívlice v okrese Litoměřice.

## Pamětihodnosti
- Kaple na návsi pochází z 19. století. Je čtvercového půdorysu. V průčelí má dva polosloupky, segmentem vzdutou římsu, portálek zakončený stlačeným obloukem a zvoničkový nástavec. Uvnitř je zaklenuta plackou.[10]
- Kaple svatého Jana Nepomuckého, která v obci stávala od roku 1722, byla zbořena v roce 1980.[11]